# High School D×D
High School D×D  (jap. ハイスクールD×D, Haisukūru Dī Dī) ist eine japanische Light-Novel-Reihe von Ichiei Ishibumi mit den Illustrationen von Miyama-Zero. Sie wurde 2012, 2013, 2015 und 2018 auch als Anime-Serie sowie als Manga umgesetzt.

## Handlung
Der Oberschüler Issei Hyōdo versucht zusammen mit zwei weiteren Schulfreunden seit geraumer Zeit, eine Freundin zu finden. Jedoch fallen die drei eher durch unbedachtes Vorgehen und Spannen auf, sodass sich eigentlich kein Mädchen der Schule mit ihnen einlassen will. Doch eines Tages scheint sich eine Schülerin für ihn besonders zu interessieren und er kann es kaum glauben, dass sie ihn so schnell zu einer Verabredung einlädt, der er geblendet durch ihren Charme bedenkenlos folgt. Am Ende des Tages wird er wider Erwarten von dem Mädchen kurzerhand umgebracht, nachdem sie sich als gefallener Engel entpuppte. Zu seiner eigenen Verwunderung wacht er jedoch nackt in seinem Bett auf, als ob es nur ein Traum gewesen wäre, läge da nicht die Schönheit der Schule, Rias Gremory, nackt neben ihm. Während sie ihn zugleich zu beruhigen als auch zu bezirzen versucht und zwischendurch auch noch verwundert seine Mutter in der Türschwelle steht, erklärt sie ihm, dass er wahrhaftig am vorherigen Tag umgebracht wurde, sie ihn als Anführerin des Dämonen Clans der Gremory als Dämon wiederbelebt habe und er fortan Teil des Clans ist.
Rias’ Gruppe tarnt sich als Okkultismus-Forschungsclub (オカルト研究部, Okaruto Kenkyūbu) an der Schule. Ebenso muss er erst einmal verstehen, was es heißt, ein Dämon zu sein und was sich daraus für Umstände und Pflichten ergeben. Erst im Club scheint Issei das erste Mal zu begreifen, was mit ihm passiert ist, und Rias erklärt ihm die feindlichen Beziehungen zwischen den Dämonen, den gefallenen Engeln und den Engeln, wie auch dessen Anhängern der Kirche. Auch erfuhr er, dass er selbst eigene Diener haben könne, wenn er sich nur genug anstrenge und aufsteige, auf dass er sich zum obersten Ziel setzte, ein Haremkönig zu werden.
Trotz des Wissens über die Feindschaft, lernt er die junge, stets freundliche und naive Nonne Asia kennen, mit der er sich trotz aller Feindschaften schnell anfreundet. Durch ein Komplott der gefallenen Engel, kommt Asia jedoch ums Leben, was auch Issei nicht verhindern kann, obwohl er alles gab. Jedoch kann auch Asia als Dämon wiederbelebt werden und ist seitdem fester Bestandteil des Clans, für den sich ihre Heilungskräfte als sehr hilfreich erweisen. Diese wurde auch zur ersten von vielen kommenden Mädchen, die sich in Issei verlieben werden.
Im weiteren Verlauf wird Issei zunehmend stärker und er spielt immer mehr eine wichtige Figur für die Personen innerhalb des Okkultismus-Forschungsclub und besonders für Rias Gremory und die anderen Mädchen. Zwar von Natur aus schwächer als die meisten anderen – und überwiegend weiblichen – Dämonen, kann er sich dennoch mit ausgefallenen Techniken und seinem ungebrochenen Willen wiederholt durchsetzen. Nebenbei verlieben sich allmählich alle Mädchen im Klub in ihn und besonders entwickelte er zu Rias eine tiefe romantische Beziehung. Doch lassen es die anderen Mädchen nicht so auf sich sitzen. Sie versuchen ebenfalls stets ihr Glück bei Issei, indem sie ihn verführen, was ihn manchmal in eine schwierigen Situation bringt. Issei seinerseits steckt sich dennoch das Ziel, der mächtigste Bauer zu werden sowie in den Dämonen-Adelsstand aufzusteigen, sodass er Rias immer wieder beschützen kann und seinen Harem gründen kann.
Adlige Dämonen nehmen an einem Rating Game teil, das an Schach angelehnt ist und der Kampfausbildung dient, und erhalten 15 Schachfiguren (悪魔の駒, Īviru Pīsu = Evil Piece). Neben dem König sind dies Dame (im Anime auch oft als Königin bezeichnet), Springer, Läufer, Turm und Bauer mit jeweils eigenen Fähigkeiten: Springer haben eine erhöhte Geschwindigkeit und Mobilität, Läufer erhöhte magische Fähigkeiten, Türme erhöhte Stärke und Robustheit, Damen (Königinnen) alles von diesen und Bauern können in feindlichem Gebiet zu einer Dame (Königin), Springer, Läufer oder Turm konvertieren.

## Charaktere
Issei Hyōdō (兵藤 一誠, Hyōdō Issei): Issei ist anfangs ein normaler Mensch, wird jedoch Opfer eines Tricks des gefallenen weiblichen Engels Raynare und im späteren Verlauf von ihr getötet, weil er ein heiliges Relikt (Sacred Gear) in sich trägt, das ihn zu einer möglichen Gefahr machte. Kurz darauf wurde er vom Dämon Rias Gremory gerettet, die ihn daraufhin in ihrem Clan aufnimmt. Er ist die männliche Hauptfigur, und sein Rang ist der eines Bauern, welcher dem schwächsten Rang entspricht. Doch aufgrund seines sacred Gears und damit seines Potentials, mussten für seine Wiederauferstehung 8 Bauern genutzt werden und ist damit der einzige Bauer in der Gruppe. Sein Traum ist es, selbst einmal den Rang eines Königs innezuhaben, um einen eigenen Harem aufbauen zu können. Neben seiner Perversität zeichnet ihn sein heißblütiger Charakter aus und die Tatsache, dass er stets bereit ist, anderen unter Einsatz seines Lebens beizustehen und diese zu beschützen, so dass sich im Laufe der Zeit mehrere Mädchen in ihn verlieben, darunter Rias, Asia, Akeno, Koneko, Xenovia, Irina, Ravel und Rossweisse. Auf Grund seiner Ermordung durch seine erste Liebe entwickelte er jedoch ein Trauma, bei dem es ihm schwerfiel, die Zuneigung der anderen richtig zu deuten, und er hatte auch im späteren Verlauf der Serie Angst, Rias gegenüber seine Gefühle zu äußern. Erst im 10. Band des Light Novel überwand er mit der Hilfe von Asia, Akeno und Koneko dieses Trauma und konnte Rias seine Liebe gestehen, die über dessen Geständnis sehr glücklich wurde und seitdem offiziell mit ihm zusammen ist. Sein Sacred Gaer ist das Boosted Gear (赤龍帝の籠手, wörtlich: „Panzerhandschuh des Roten Drachenkaisers“), in der der himmlische Drache Ddraig versiegelt wurde, welche ihm erlaubt, seine Kraft alle zehn Sekunden zu verdoppeln. Später erhält Issei vom Erzengel Michael das heilige Schwert Ascalon, das er selbst aber nicht oft nutzt, sondern eher dem Springer Xenovia überreicht, da sie mit dem Schwert besser umgehen kann.
Er entwickelt sich über die Zeit immer weiter, wobei es zu ungewöhnlichen Methoden kam. Sein Balance Breaker heißt Boosted Gear Scale Mail (赤龍帝の鎧, wörtlich: „Rüstung des Roten Drachenkaisers“) und erreichte es, indem er seine Finger in die Brüste von Rias stach, was ihr so den Spitznamen Switch Princess verlieh. Weiter erhielt er dann durch Adjuka Beelzebub, einer der Vier Satane, die Möglichkeit das Illegal Move Triana zu nutzen, bei dem er in seiner Rüstung sich in drei verschiedene Formen umwandeln kann, die in ihren Fähigkeiten den Schachfiguren Turm, Springer und Läufer entsprechen.
Sein Rivale Vali Lucifer, der Mitglied der Khaos Brigade ist, ein Nachkomme des ursprünglichen Dämonenherrschers Lucifers, und über das Divine Dividing (白龍皇の光翼, wörtlich: „Leuchtende Flügel des Weißen Drachenkaisers“) verfügt, das direkte Gegenteil von Isseis Boostet Gear und in diesem Ddraigs Rivale Albion versiegelt wurde. Obwohl sie zunächst direkte Feinde waren, entwickelte sich dies mit der Zeit zu einer ehrenvollen Rivalität.
Rias Gremory (リアス・グレモリー, Riasu Guremorī): Rias, genannt Benigami no Ruin Princess (紅髪の滅殺姫, „karminrot“haarige Prinzessin der Zerstörung), ist die weibliche Hauptfigur. In der Akademie ist sie sehr beliebt und gilt als attraktivstes Mädchen der Schule, weswegen sich auch Issei schnell in sie verliebt. Jedoch ist sie kein Mensch, sondern ein Dämon aus der hoch angesehenen Familie der Gremory, die traditionell eine innige Beziehung zu ihren Untergebenen pflegt. Sie wird später Isseis Meister, nachdem sie ihm das Leben gerettet hat. Ihr Rang im Spiel ist der eines Königs, und sie ist die Präsidentin eines geheimen Clubs für Dämonen, dem Okkultismus-Forschungsclub, dem nach seiner Wiedergeburt auch Issei angehört. Innerhalb des Klubs wird sie stets mit Buchō (部長, „Klubpräsidentin“) angesprochen. Ihr Bruder ist Sirzechs Lucifer (サーゼクス・ルシファー, Sāzekusu Rushifā), genannt Crimson Satan (紅髪の魔王, „karminroter Satan“), einer der Vier Satane (Dämonenherrscher). In der späteren Handlung verliebt sie sich in Issei, nachdem dieser sie vor der Heirat mit Riser aus dem Phoenix-Clan (vgl. auch Phenex) rettet. Sie zog zudem als zweite in Isseis Haus ein und hat nach dem Einzug von Akeno und Xenovia dieses Haus renovieren lassen, wodurch es nun sechs Stockwerke und drei Untergeschosse besitzt. Seit dem 10. Band ist sie offiziell mit Issei ein Paar, nachdem dieser es endlich geschafft hat, ihr seine Gefühle zu äußern.
Aufgrund Isseis ungewöhnliche Art stärker zu werden, bei dem Rias Brüste unter anderem eine wichtige Rolle einnahmen, um z. B. das Boosted Gear Scale Mail oder das Triana zu aktivieren, erhielt sie den neuen Beinamen Kurimuzon Bust Princess (紅髪の魔乳姫, „Karminrothaarige magische Busenprinzessin“) durch Azazel, was ihr aber nicht gefällt.
Der Name Gremory ist dem 56. Dämon der Ars Goetia entlehnt, der als attraktive Frau dargestellt wird und die Liebe von Frauen verschaffen kann.
Akeno Himejima (姫島 朱乃, Himejima Akeno): Akeno, genannt Raikō no Miko (雷光の巫女, „Tempeldienerin des Blitzes“), ist ein Dämon aus der Gremory-Familie mit dem Rang der Königin. Sie ist ursprünglich die Tochter des Gefallenen Engels Baraqiel, zu dem sie eine schwere Beziehung hat, da sie ihm die Schuld für den Tod ihrer menschlichen Mutter (Shuri Himejima) gab, als er nicht anwesend war, um sie zu beschützen. Sie verfügt über die Kraft, mächtige Blitze abzufeuern, welcher sie auch ihren Namen verdankt. Ebenso verfügt sie noch über die Macht, Licht zu nutzen, wie es auch die gefallenen Engeln tun, doch hat sie diese Kraft zunächst stets verachtet, bis sie später wegen Issei anfing, diese zu akzeptieren und zu nutzen. Als Zeichen ihrer Herkunft kann sie neben den Dämonenflügeln auch ihre schwarzen Engelsflügel hervorzeigen. In der Akademie ist sie nach Rias das beliebteste Mädchen, und im Okkultismus-Forschungsclub ist sie Vizepräsident. Sie verliebt sich später in Issei, bei dem sie äußerte, dass es ihr nichts ausmache, hinter Rias und Asia im Harem zu stehen. Sie drückt ihre Liebe zu Issei aus, in dem sie ständig versucht ihn zu verführen und scheint besonders den Gedanken zu genießen als Isseis Geliebte Rias mehr oder wenig heimlich zu hintergehen. Sie zog zusammen mit Xenovia (im Anime auch noch mit Koneko) als dritte ins Isseis Haus ein.
Asia Argento (アーシア・アルジェント, Āshia Arujento): Asia ist am Anfang eine Nonne. Durch ein zufälliges Zusammentreffen freundet sie sich mit Issei an. Aufgrund ihres Sacred Gears Twilight Healing (聖母の微笑, wörtlich: „Lächeln der heiligen Mutter“), das es ihr erlaubt, jedes Lebewesen heilen zu können, will der gefallene Engel Reynare sie töten, und ihr diese Kraft rauben. Issei und die anderen versuchen, sie zu retten, doch sie kommen zu spät, da ihr das Sacred Gear inzwischen geraubt wurde. Nachdem Issei Reynare in einem Kampf besiegte, gab Rias ihr das Sacred Gear zurück und holte sie mit ihrem Läufer als ein Dämon ihres Clans ins Leben zurück. Als es darum ging, ihr einen geeigneten Wohnort zu geben, äußerte sie, dass sie gerne bei Issei wäre, woraufhin sie als erste in Isseis Haus einzog. In einem späteren Teil der Geschichte bekommt sie einen Babydrachen als Haustier, den sie Rassei (ラッセー, Rassē) nennt. Dass sie aufgrund ihrer Verwandlung in einen Dämon ohne Schmerzen weder zu Gott beten, noch in einer Bibel lesen kann, stört sie sehr (Spoiler: Im späteren Verlauf erlaubt Michael ihr, als auch Xenovia, wieder zu beten) Oft hilft sie Issei mit ihrem Fachwissen über die Kirche und deren Waffen, da sie unter anderem geweihte Kreuze und Weihwasser herstellen kann, welche für Dämonen sehr gefährlich sind. Die anderen Mädchen sehen Asia als Nummer zwei in Isseis Harem, zumal sie auch jede Nacht zusammen mit Rias in Isseis Bett schläft, wobei Issei sie am Anfang hauptsächlich als eine Art kleine Schwester ansah und ihre Annäherungsversuche weitestgehend als schlechten Einfluss von Rias und Akeno abtut. Erst am Ende des 6. Bandes sieht Issei sie als richtige Frau an, als Asia ihn geküsst hat.
In Band 14 wird sie durch die Hilfe von Azazel und Ophis dann neben Rassei, auch einen Pakt mit einem der fünf Drachenkönige abschließen, mit Fafnir. Jedoch anders als bei Rassei, muss sie ihm jedes Mal, wenn sie ihn herbeiruft, ein Höschen von sich geben, da dieser sie als Schätze ansieht.
Koneko Tōjō (塔城 小猫, Tōjō Koneko): Koneko ist ein Dämon aus Rias’ Clan und besitzt den Rang eines Turms, wodurch ihr äußerste Stärke verliehen wurde. Sie ist dabei eine Nekomata und kann deswegen Katzenohren und einen Schwanz in Erscheinung treten lassen. Sie lebte unter ihrem ursprünglichen Namen Shirone (白音) zunächst mit ihrer Schwester Kuroka zusammen, die selbst ebenfalls von einem Dämon zu dessen Diener gemacht wurde, doch hat sie später ihren Meister getötet und wurde zu einem abtrünnigen Dämon. Koneko selbst wurde aber von Rias Bruder Sirzechs Lucifer beschützt und zu ihr gebracht, wo sie zu Rias Dienerin wurde. Auf Grund dieses traumatischem Erlebnisses hatte sie Angst vor ihren eigenen Kräften und begann, wenig Emotionen zu zeigen. Wegen ihres jungen Erscheinungsbildes und ihrer ruhigen Natur wird sie auf der Schule als Schulmaskottchen angesehen. Am Anfang hatte sie eine Abneigung gegenüber Issei, was besonders an seiner Fähigkeit liegt, Mädchen mit Magie auszuziehen, aber am Ende des 5. Bandes erlebt sie eine Veränderung in ihrer Persönlichkeit und verliebt sich ebenfalls in Issei, weil dieser ihr half, die Angst gegenüber ihren Kräften zu überwinden. Sie zog dann als fünfte ins Isseis Haus (im Anime mit Xenovia und Akeno als dritte) ein und sitzt von da an wann immer möglich auf seinem Schoß. Diese Gefühle wurden so stark, dass sie verfrüht in die Paarungszeit eintrat, die aber durch ihre Schwester Kuroka wieder rückgängig gemacht wurde.
Yūto Kiba (木場 祐斗, Kiba Yūto): Er ist der erste Springer von Rias Gremory und war einst eine Testperson bei einem Projekt der Kirche (genannt: Projet heiliges Schwert), bei dem es darum ging künstliche Heilige Schwert-Nutzer zu erschaffen. Yuto war der einzige Überlebende dieses Projekts und konnte nur knapp entkommen, wo er dann in den Wäldern auf Rias traf und diese ihn daraufhin zu ihrem Diener machte und gab ihm auch seinen jetzigen Namen. Er besitzt das Sacred Gear Sword Birth (魔剣創造, wörtlich: „Dämonenschwert der Erschaffung“), welches ihm erlaubt, durch bloße Gedanken Dämonenschwerter erschaffen zu können. Ab Band 3 erreichte er dann das Balance Breaker Namens Sword of Betrayer (双覇の聖魔剣, wörtlich: „Heiliges Dämonischenschwert der Zwei Hegemon“), welches sowohl ein Dämonenschwert, als auch ein heiliges Schwert ist. Später zeigte sich, dass er noch über ein zweites Sacred Gear verfügt, Blade Blacksmith (聖剣創造, wörtlich: „Heiliges Schwerter der Erschaffung“), welches das Gegenteil von Sword Birth ist, da er mit diesem nach belieben heilige Schwerter mit den Gedanken erschafft. Das Balance Breaker dieses Relikts heißt wiederum Glory Drag Trooper (聖覇の竜騎士団, wörtlich: „Drachenritterorden des Heiligen Hegemons“). Wegen des Projekts entwickelte er einen ausgeprägten Hass auf heilige Schwerter, besonders auf Excalibur, und auf die Kirche. Auf der Schule ist er besonders beliebt bei den Mädchen, weswegen Issei ihn am Anfang auch nicht ausstehen konnte, doch mit der Zeit entwickelten sie eine enge Kameradschaft.
Xenovia (ゼノヴィア, Zenovia): Sie war einst eine Soldatin der Kirche, die zusammen mit Irina in deren Auftrag nach Japan zog, weil man der Kirche vier Bruchstücke von Excalibur gestohlen hat. Sie selbst war die Trägerin des heiligen Schwertes Excalibur Destruction sowie des Schwertes Durendal. Sie kam anfangs mit Asia nicht zurecht und hat sie sogar als Hexe bezeichnet. Als dann aber während des Kampfes gegen Kokabiel herauskam, dass der biblische Gott bereits tot sei, hat sie sich der Kirche abgewendet und wurde zu Rias zweitem Springer. Das Schwert Excalibur Destruction hat sie der Kirche zurückgegeben, behielt aber weiterhin Durendal. Später hat sie Durendal aufgewertet, indem sie diesen mit den Excaliburschwertern verbunden hat und daraus Ex-Durendal wurde, der nun auch über alle Fähigkeiten der sieben Schwerter verfügt.
Sie zog daraufhin zusammen mit Akeno (im Anime auch noch mit Koneko) als vierte ins Isseis Haus ein und äußerte ihm gegenüber schnell, dass sie von ihm ein Kind haben wolle, da sie annimmt, dass die Kinder aus einer Verbindung mit ihm besonders stark wären. Wegen ihres Lebens in der Kirche ist sie etwas unerfahren, wie sie sich in der Gesellschaft verhalten soll und es fehlt ihr daher etwas an gesundem Menschenverstand. Auch versteht sie sich nun mit Asia besser und sie wurden zu guten Freundinnen.
Gasper Vladi (ギャスパー・ヴラディ, Gyasupā Vuradi): Er ist ein junger männlicher Dhampir, der von seiner Familie, vor allem von seinen Geschwistern, wegen seiner Herkunft diskriminiert und am Ende aus dem Haus verjagt wurde. Er geriet dabei an einige Vampirjäger, bei denen er fast sein Leben verlor, bis er auf Rias traf, die ihn aus Mitleid als Dämon mit dem Rang eines Läufers wiederauferstehen ließ. Er verfügt zudem über das heilige Relikt Forbidden Balor View (停止世界の邪眼, wörtlich: „Die bösen Augen, die die Welt anhalten“), mit dem er fähig ist, die Zeit anzuhalten. Allerdings konnte er diese Kraft nicht richtig beherrschen, weswegen Rias ihn in einem Raum versiegeln ließ, bis er alt genug sein sollte, die Kraft zu nutzen. Erst im vierten Band wurde er wieder frei gelassen, nachdem Rias Bruder Sirzechs meinte, dass sie genügend Macht und Erfahrung besitzt, um ihn zu kontrollieren. Wegen seines geringen Selbstwertgefühls, weswegen er sich anfänglich auch bevorzugt unter Kartons versteckt hat, weigerte er sich zunächst, baute dann aber eine vertrauensvolle Beziehung zu Issei auf, bei der er mit der Zeit selbstbewusster und mutiger wurde. Er neigt dazu, Mädchenkleidung zu tragen, weil er findet, dass sie niedlich sind, weswegen Issei zunächst dachte, dass er eigentlich ein Mädchen sei.
Irina Shidō (紫藤イリナ, Shidō Irina): Sie ist eine alte Sandkastenfreundin von Issei, wobei dieser damals wegen ihres jungenhaften Verhaltens glaubte, sie sei ein Junge. Sie hatte damals schon ein Auge auf Issei geworfen, doch zog sie später mit ihrer Familie nach England und wurde zu einer Soldatin der Kirche, bei der sie über das heilige Schwert Excalibur Mimic verfügte. Als sie dann mit Xenovia im Auftrag der Kirche nach Japan zog, weil man dieser vier Bruchstücke von Excalibur gestohlen hat, traf sie dort wieder auf Issei. Sie war zunächst nicht sehr begeistert davon, dass Issei zu einem Dämon wurde und zusätzlich auch noch pervers ist, doch hat sie ihn immer noch geliebt. Sie ist sehr gläubig und hält weiterhin an Gottes Lehren fest, selbst nachdem sie erfahren hat, dass dieser tot ist. Später wird sie vom Erzengel Michael mit den Brave Saints zu einem Engel reinkarniert, bei dem ihr Rang das Ass ist. Seitdem ist sie wie jeder Engel fähig, Waffen aus Licht zu erschaffen. Sie kam erst im 6. Band wieder, um die Fraktion der Engel zu repräsentieren und zog auch als sechste ins Isseis Haus ein. Von Xenovia angestiftet, will Irina, wie sie, Kinder mit Issei haben und mit ihnen den Himmel stärken. Doch anders als die anderen Mädchen hat sie Schwierigkeiten, im Harem mitzumachen, da sie die Befürchtung hat, dass sie etwas schlechtes machen könnte und damit zu einem gefallenen Engel wird, obwohl sie Issei sehr liebt.
Rossweisse (ロスヴァイセ, Rosuvaise): Sie ist eine Walküre und die ehemalige Leibwächterin von Odin, der sie allerdings ständig damit ärgerte, dass sie noch nie einen Freund hatte und versuchte, Odin ständig davon abzubringen, lüsterne Dinge zu tun. Nach dem Kampf gegen Loki und Fenrir wurde sie daher von Odin zurückgelassen. Sie hat eine knausrige Natur, weswegen Issei sie als „100-Yen-Laden-Walküre“ (100均ヴァルキリー, 100-kin Varukirī) bezeichnet, und was Rias ausnutzte um sie mit Hinweis auf die finanziellen und steuerlichen Vergünstigungen zu ihrer Dienerin zu machen. Sie erhielt dabei den Rang eines Turms und verfügt über nordische Magie, die sie seit dem 12. Band besonders auf die Verteidigung antrainiert hat. Auf der Kuoh-Akademie nimmt sie die Rolle eines Lehrers ein und zog dann als siebte ins Isseis Haus ein. Sie hatte jedoch zunächst kein Interesse an Issei, doch im 12. Band begann ihr Interesse an ihm, doch erst im 17. Band beginnt sie damit, sich richtig in Issei zu verlieben.
Ravel Phoenix (レイヴェル·フェニックス, Reiveru Fenikkusu): Sie ist die kleine Schwester von Riser Phoenix und wurde zu dessen Läufer. Sie ist sehr davon überzeugt gewesen, dass niemand ihren Bruder besiegen könnte, bis Issei ihn bei dessen Verlobungsfeier mit Rias in einem Kampf besiegte. Sie fing an, Issei zu bewundern, bis sie sich richtig in ihn verliebte, wobei es ihr zunächst egal war, nur eine Konkubine zu sein, solange sie nur in seiner Nähe sein konnte. Durch ihre Mutter wurde sie zu einem „freien Läufer“ und unterstand damit nicht mehr ihrem Bruder, da sie vorhatte, Isseis Läufer zu werden, sobald dieser selbst ein hochklassiger Dämon ist. Im 9. Band zieht sie dann in die Kuoh-Akademie, wo sie zusammen mit Gasper und Koneko die erste Jahrgangsstufe besucht, und wird auch ein Mitglied des Okkultismus-Forschungsclubs. Im darauf folgenden Band zieht sie dann als achte ins Isseis Haus ein.
Sie kam in dieselbe Klasse wie Koneko und beide entwickelten eine Rivalität und zanken sich auch des Öfteren um Isseis Schoss, was eine Anspielung die Feindschaft zwischen Vogel und Katze ist. Sie wurde ab dem 10. Band zu Isseis Managerin und half ihm bei dem Aufstieg zum Mittelklasse-Dämon.
Ophis (オーフィス, Ōfisu): Ophis, auch bekannt als der Ouroborosdrache, ist einer der beiden göttlichen Drachen, die angeblich mächtiger sein sollen als Gott und die Unendlichkeit darstellt. Sie ist Gründerin und ehemalige Anführerin der Chaos-Brigade, mit der sie zunächst vorhatte, wieder zurück in den Dimensionsspalt zu kehren, wo sie einst lebte, bis der andere göttliche Drache, der Great Red (auch D×D = Dragon of Dragons) genannt wird, es besetzte. Diesen wollte sie dann mit der Hilfe der Chaos Brigade von dort verscheuchen. Ophis selbst ist eigentlich Geschlechtslos und hatte am Anfang der Geschichte noch die Gestalt eines alten Mannes, ehe sie dann die Gestalt eines Mädchens annahm. Als dann Issei die „Wahre Königin“-Form erreichte, begann Ophis ein gewisses Interesse an ihm zu haben, da Ddraigs Farbe von seinem gewöhnlichen Rot zu Karminrot wurde. Nach kurzer Zeit wurde sie dann aber von Cao Cao aus der Heldenfraktion der Chaosbrigade verraten, wobei ihr mit Hilfe des verfluchten Drachen Samael ein Teil ihrer Kraft geraubt wurde, um einen neuen Ophis zu erschaffen. Im 12. Band werden sie und Issei vom Great Red gerettet und unterstützt bei dem Aufbau vom Isseis neuem Körper, dessen vorheriger durch den Fluch von Samael zerstört wurde. Sie schließt sich am Ende des Bandes dann der Gremory-Gruppe an, weil Issei unter anderem nun ein Teil von ihr ist, sehr zum Ärgernis der anderen Mädchen, und zog so als neunte ins Isseis Haus ein.

## Veröffentlichungen
Die Light-Novel-Reihe wurde von Ichiei Ishibumi geschrieben, von Miyama-Zero illustriert und von Fujimi Shobō unter dem Imprint Fujimi Fantasia Bunko verlegt. Das D×D im Titel, bei dem das × stumm bleibt stand dabei zuerst für dragon of dragon („Drachen der Drachen“) und später eine Gruppe bestehend aus devils (Teufel), dragon (Drachen) und datenshi (gefallenen Engeln), der die Hauptfiguren angehören.
Der erste Band erschien am 20. September 2008, wobei bisher 22 Bände erschienen sind.
- High School D×D 1: Kyū Kōsha no Diabolos (ハイスクールD×D1 旧校舎のディアボロス). 20. September 2008, ISBN 978-4-8291-3326-2.
- High School D×D 2: Sentō Kōsha no Phoenix (ハイスクールD×D2 戦闘校舎のフェニックス). 20. Dezember 2008, ISBN 978-4-8291-3358-3.
- High School D×D 3: Gekkō Kōsha no Excalibur (ハイスクールD×D3 月光校庭のエクスカリバー). 20. April 2009, ISBN 978-4-8291-3391-0.
- High School D×D 4: Teishi Kyōshitsu no Vampire (ハイスクールD×D4 停止教室のヴァンパイア). 20. September 2009, ISBN 978-4-8291-3427-6.
- High School D×D 5: Meikai Gasshuku no Hellcat (ハイスクールD×D5 冥界合宿のヘルキャット). 19. Dezember 2009, ISBN 978-4-8291-3470-2.
- High School D×D 6: Taiikukan Ura no Holy (ハイスクールD×D6 体育館裏のホーリー). 20. März 2010, ISBN 978-4-8291-3500-6.
- High School D×D 7: Hōkago no Ragnarok (ハイスクールD×D7 放課後のラグナロク). 17. Juli 2010, ISBN 978-4-8291-3540-2.
- High School D×D 8: Akuma no Oshigoto (ハイスクールD×D8 アクマのおしごと). 17. Dezember 2010, ISBN 978-4-8291-3593-8.
- High School D×D 9: Shūgaku Ryokō wa Pandemonium (ハイスクールD×D9 修学旅行はパンデモニウム). 20. April 2011, ISBN 978-4-8291-3628-7.
- High School D×D 10: Gakuensai no Lionheart (ハイスクールD×D10 学園祭のライオンハート). 17. September 2011, ISBN 978-4-8291-3677-5.
- High School D×D 11: Shinkyū Shiken to Ouroboros (ハイスクールD×D11 進級試験とウロボロス). 20. Januar 2012, ISBN 978-4-8291-3720-8.
- High School D×D 12: Hoshū Jugyō no Heroes (ハイスクールD×D12 補習授業のヒーローズ). 20. April 2012, ISBN 978-4-8291-3749-9.
- High School D×D 13: Issei SOS (ハイスクールD×D13 イッセーSOS). reguläre Ausgabe: 20. September 2012, ISBN 978-4-8291-3798-7, limitierte Ausgabe mit Blu-Ray: 6. September 2012, ISBN 978-4-8291-9767-7.
- High School D×D 14: Shinro Shidō no Wizard (ハイスクールD×D14 進路指導のウィザード). 20. Januar 2013, ISBN 978-4-8291-3845-8.
- High School D×D 15: Hidamari no Dark Knight (ハイスクールD×D15 陽だまりのダークナイト). reguläre Ausgabe: 20. Juni 2013, ISBN 978-4-8291-3898-4, limitierte Ausgabe mit Blu-Ray: 31. Mai 2013, ISBN 978-4-8291-9768-4.
- High School D×D 16: Kagai Jugyō no Daywalker (ハイスクールD×D16 課外授業のデイウォーカー). 19. Oktober 2013, ISBN 978-4-04-712912-2.
- High School D×D 17: Kyōin Kenshū no Valkyrie (ハイスクールD×D17 教員研修のヴァルキリー). 20. Februar 2014, ISBN 978-4-04-070031-1.
- High School D×D 18: Seitansai no Funny Angel (ハイスクールD×D18 聖誕祭のファニーエンジェル). 20. Juni 2014, ISBN 978-4-04-070127-1.
- High School D×D 19: Sōsenkyo no Durandal (ハイスクールD×D19 総選挙のデュランダル). 20. November 2014, ISBN 978-4-04-070146-2.
- High School D×D 20: Shinro Sōdan no Belial (ハイスクールD×D 20 進路相談のベリアル). 18. Juli 2015, ISBN 978-4-04-070665-8.
- High School D×D 21: Jiyū Tōkō no Lucifer (ハイスクールD×D 21 自由登校のルシファー). 19. März 2016, ISBN 978-4-04-070666-5.
- High School D×D 22: Sotsugyōshiki no Gremory (ハイスクールD×D 22 卒業式のグレモリー). 20. Juli 2016, ISBN 978-4-04-070965-9.
- High School D×D 23: Kyūgi Taikai no Joker (ハイスクールD×D 23 球技大会のジョーカー). 18. März 2017, ISBN 978-4-04-070963-5.
- High School D×D 24: Kōgai Gakushū no Grim Reaper (ハイスクールD×D 24 校外学習のグリムリッパー). 17. November 2017, ISBN 978-4-04-072378-5.
- High School D×D 25: Kaki Kōshū no Yggdrasil (ハイスクールD×D 25 夏期講習のユグドラシル). 20. März 2018, ISBN 978-4-04-072379-2.

Zum 25-jährigen Jubiläum des Imprints erschien am 20. März 2013 die Kurzgeschichten-Anthologie Fantasia Bunko 25 Jūnen Anniversary Book (ファンタジア文庫25周年アニバーサリーブック) in der auch Ichiei Ishibumi mit der Kurzgeschichte Rias in Wonderland (リアス・イン・ワンダーランド, Riasu in Wandārando) vertreten war. Am 6. bzw. 20. März 2015 erschien zudem High School D×D DX.1: Tensei Tenshi ni Love Song o (ハイスクールD×D DX.1 転生天使にラブソングを) in einer normalen ISBN 978-4-04-070332-9 bzw. einer limitierten Ausgabe ISBN 978-4-04-070312-1 mit Blu-ray. Dieser Band fasst diverse im Dragon Magazine zwischen 2010 und 2013 veröffentlichte Kurzgeschichten zusammen. Ein zweiter Band DX.2 mit einer weiteren Blu-ray wurde für den 9. Dezember 2015 angekündigt.
Von November 2011 bis November 2012 wurden 650.000 Exemplare verkauft, wodurch sie Platz 6 der meistverkauften Light-Novel-Reihen des Jahres erreichte. Bis November 2013 folgten 350.000 weitere, wodurch sie auf Platz 15 landete.
Am 19. Februar 2014 wurde das Artbook Miyama-Zero Gashū: High School D×D (みやま零画集　ハイスクールD×D; ISBN 978-4-04-712940-5) veröffentlicht, das bereits innerhalb der Romanbände oder Magazinen veröffentlichte, sowie unveröffentlichte Illustrationen enthält.

## Adaptionen

### Manga
High School D×D wurde auch als Manga umgesetzt, wobei der Text von Ishibumi stammt und die Zeichnungen von Hiroji Mishima. Der Manga erschien ab Juli 2010 zuerst in der Sonderausgabe Bessatsu Chokodora. von Fujimi Shobōs Light-Novel-Magazin Dragon Magazine und dann im Manga-Magazin Dragon Age. Die Kapitel wurden in Sammelbänden (Tankōbon) zusammengefasst, wovon ab Juni 2011 elf erschienen sind.
Auf Deutsch erschien der Manga von April 2013 bis Dezember 2018 bei Paninis Imprint Panini Manga mit allen elf Bänden.

#### Liste der Manga-Bände
| Band | Japan            | Japan                   | Deutschland      | Deutschland             |
| Band | Veröffentlichung | ISBN                    | Veröffentlichung | ISBN                    |
| ---- | ---------------- | ----------------------- | ---------------- | ----------------------- |
| 1    | 7. Juni 2011     | ISBN 978-4-04-712733-3. | 15. Apr. 2013    | ISBN 978-3-86201-513-9. |
| 2    | 7. Dez. 2011     | ISBN 978-4-04-712767-8. | 29. Mai 2013     | ISBN 978-3-86201-514-6. |
| 3    | 5. Juli 2012     | ISBN 978-4-04-712814-9. | 12. Aug. 2013    | ISBN 978-3-86201-754-6. |
| 4    | 7. Jan. 2013     | ISBN 978-4-04-712852-1. | 16. Dez. 2013    | ISBN 978-3-86201-755-3. |
| 5    | 9. Sep. 2013     | ISBN 978-4-04-712900-9. | 17. März 2014    | ISBN 978-3-86201-834-5. |
| 6    | 9. Apr. 2014     | ISBN 978-4-04-070080-9. | 24. Nov. 2014    | ISBN 978-3-95798-118-9. |
| 7    | 9. Dez. 2014     | ISBN 978-4-04-070457-9. | 15. Juni 2015    | ISBN 978-3-95798-258-2. |
| 8    | 8. Aug. 2015     | ISBN 978-4-04-070597-2. | 26. Jan. 2016    | ISBN 978-3-95798-535-4. |
| 9    | 9. Mai 2016      | ISBN 978-4-04-070881-2. | 12. Dez. 2016    | ISBN 978-3-95798-875-1. |
| 10   | 9. Mai 2017      | ISBN 978-4-04-072282-5. | 13. Nov. 2017    | ISBN 978-3-7416-0321-1. |
| 11   | 9. Apr. 2018     | ISBN 978-4-04-072669-4. | 18. Dez. 2018    | ISBN 978-3-7416-0880-3. |

Daneben existieren noch zwei Spin-off-Manga: am erschien 9. März 2012 High School D×D: Asia & Koneko: Himitsu no Keiyaku!? (ハイスクールD×D アーシア&小猫 ヒミツのけいやく!?, ISBN 978-4-04-712785-2), der von Hiroichi (ヒロイチ) gezeichnet wurde, und am 6. September 2013 High School D×D: Akuma no Oshigoto (ハイスクールD×D アクマのおしごと, ISBN 978-4-04-712898-9) von Soda Sosei. Beide wurden ebenfalls bei Panini Manga veröffentlicht als HighSchool DxD Special: Asia & Koneko am 18. August 2014 und HighSchool DxD Special: Dämonenservice am 16. Februar 2015.

### Anime
2012 erfolgte durch das Animationsstudio TNK die Umsetzung der ersten beiden Romanbände als Anime, was deren erste Alleinproduktion seit Ikki Tōsen: Xtreme Xecutor darstellt. Erstmals ausgestrahlt wurden die ersten 12 Folgen des Anime vom 6. Januar bis 23. März 2012 in Japan auf dem Sender AT-X. Mit bis zu einer Woche Versatz folgten TV Kanagawa, Chiba TV, TV Aichi, Sun TV und Tokyo MX. Die Folgen erschienen auf sechs Blu-rays und DVDs zwischen dem 21. März und 29. August 2012 sowie in einer Komplettbox am 24. Dezember 2014.
Am 6. September 2012 wurde in der limitierten Ausgabe des 13. Romanbandes die Produktion einer zweiten Staffel bekanntgegeben. Diese Ausgabe enthielt ebenfalls eine 13. Folge auf der beigelegten Blu-Ray. Band 15 enthielt ebenfalls eine Blu-Ray mit einer 14. Folge.
Die zweite Staffel mit weiteren 12 Folgen, High School D×D New genannt, adaptierte die Romanbände 3 und 4 und lief vom 7. Juli bis 22. September 2013 auf AT-X, sowie auch mit bis zu einer Woche Versatz auf Chiba TV, Tokyo MX, Sun TV, TV Aichi und BS11. Der Produktionsstab blieb gleich. Die Folgen wurden auf sechs Blu-rays und DVDs zwischen dem 25. September 2013 und 28. März 2014 veröffentlicht sowie am 25. Februar 2015 in einer Komplettbox. Abgedeckt wurden die Bände 3 und 4. Am 6. März 2015 erschien mit dem Band DX.1 eine 13. Folge.
Die Produktion einer dritten Staffel wurde am 16. Juni 2014 bekanntgegeben. High School D×D BorN lief am 4. April 2015 auf AT-X an, sowie später auch auf Tokyo MX, Sun TV, TV Aichi und BS11. Die Blu-ray-/DVD-Veröffentlichung in sechs Stück ist für 24. Juli bis 25. Dezember 2015 geplant.
Mit High School D×D Hero wurde im Herbst 2017 eine vierte Staffel angekündigt, welche nun nicht mehr von TNK, sondern vom Studio Passione produziert wird. Die Ausstrahlung ist für April 2018 angekündigt.
Die ersten drei Staffeln wurden in Deutschland von Kazé Deutschland lizenziert, die die erste Staffel in vier Volumes am 1. August 2014, 29. August 2014, 26. September 2014 und am 31. Oktober 2014 herausbrachten. Staffel 2 war ursprünglich im Anschluss daran für Ende 2014 geplant, wurde jedoch auf den 26. Juni 2015 verschoben. Die erste Staffel wurde vom 5. März bis 20. Mai 2015 ca. um Mitternacht auf ProSieben Maxx ausgestrahlt. Die zweite Staffel wurde vom 11. November 2015 bis 28. Januar 2016 auf ProSieben Maxx ausgestrahlt. Am 5. April 2015 gab der Publisher Kazé bekannt, dass sie sich die Rechte an der dritten Staffel gesichert haben. Eine Veröffentlichung ist am 30. September 2016 geplant.

#### Synchronisation
| Charakter                  | Japanische Stimme (Seiyū) | Deutsche Synchronstimme  |
| -------------------------- | ------------------------- | ------------------------ |
| Okkultismus-Forschungsclub |                           |                          |
| Issei Hyōdō                | Yūki Kaji                 | Jeffrey Wipprecht        |
| Rias Gremory               | Yōko Hikasa               | Carmen Katt              |
| Akeno Himejima             | Shizuka Itō               | Ute Noack                |
| Asia Argento               | Azumi Asakura             | Heide Ihlenfeld          |
| Koneko Tōjō                | Ayana Taketatsu           | Elke Appelt              |
| Yūto Kiba                  | Kenji Nojima              | Amadeus Strobl           |
| Xenovia Quarta             | Risa Taneda               | Nadine Zaddam            |
| Gasper Vladi               | Ayane Sakura              | Sarah Alles              |
| Rossweise                  | Ai Kakuma                 | Anja Rybiczka            |
| Weitere Dämonen            |                           |                          |
| Sirzechs Lucifer           | Jun’ichi Suwabe           | Steven Merting           |
| Serafall Leviathan         | Ai Shimizu                | Amelie Plaas-Link (New)  |
| Serafall Leviathan         | Ai Shimizu                | Marieke Oeffinger (BorN) |
| Raiser Phoenix             | Takehito Koyasu           | Florian Hoffmann         |
| Greyfia Lucifuge           | Saori Seto                | Anja Nestler             |
| Sona Sitri / Sōna Shitori  | Natsumi Takamori          | Maria Hönig              |
| Gefallene Engel            |                           |                          |
| Azazel                     | Rikiya Koyama             | Simon Derksen            |
| Reynalle / Yuuma Amano     | Hitomi Nabatame           | Maria Sumner             |
| Himmel                     |                           |                          |
| Michael                    | Yoshimasa Hosoya          | Sven Gerhardt            |
| Irina Shidō                | Maaya Uchida              | Nicole Hannak            |
| Khaos-Brigade              |                           |                          |
| Vali Lucifer               | Ryōta Ōsaka               | Bastian Sierich          |
| Kuroka                     | Minami Takahashi          | Olivia Büschken          |
| Sonstige                   |                           |                          |
| Odin                       | Shinpachi Tsuji           | Frank Ciazynski          |
| Loki                       | Takayuki Kondō            | Oliver Bender            |

Für die deutsche Sprachfassung zeichnet die Berliner Firma TV+Synchron verantwortlich. Die Synchronregie führt Dirk Müller, der auch das deutsche Skript schreibt. In weiteren Rollen sind Fabian Oscar Wien, Julia Blankenburg, Ann Vielhaben und René Dawn-Claude zu hören.

#### Musik
Der Vorspann des 1. Animes, der in der ersten und letzten Folge weggelassen wurde, war mit einer Kurzfassung des Titels Trip -Innocent of D- unterlegt, der von der Gruppe Larval Stage Planning interpretiert wurde. Für die Komposition und das Arrangement des Titels waren die Künstler C.G mix und Takeshi Osaki zuständig. Den Liedtext schrieb Airi Kirishima. Vollständig erschien der Titel als gleichnamige Single am 25. Januar 2012 bei Label Lantis auf CD.
Im Abspann des 1. Animes wurde eine Kurzfassung des Titels STUDYxSTUDY unterlegt der von der neu gegründeten Gesangsgruppe StylipS interpretiert wurde. Sie besteht aus den Sängerinnen Arisa Noto, Yui Ogura, Kaori Ishihara und Maho Matsunaga, die alle auch kurze Nebenrollen innerhalb der Serie hatten. Der Titel wurde am 5. Februar auf der gleichnamigen Single veröffentlicht, die ebenfalls von Lantis herausgegeben wurde.
Die begleitende Hintergrundmusik des 1. Animes stammt vom Komponisten Ryōsuke Nakanishi. Ein von ihm komponierter und arrangierter, zwei CDs umfassender Soundtrack wurde von Lantis unter dem Titel High School D×D – Original Soundtrack am 21. März 2012 veröffentlicht.
Für die 2. Staffel wird im Vorspann bei der Adaption des 3. Bandes Sympathy von Larval Stage Planning verwendet und beim 4. Band Gekijōron (激情論) von ZAQ. Beim Abspann kommt ebenso in der ersten Hälfte Hōteishiki wa Kotaenai (方程式は答えない) und in der zweiten Hälfte Lovely Devil (らぶりぃ♥でびる, Raburi Debiru) zum Einsatz, je gesungen von Occult Kenkyūbu Girls [Rias Gremory (Yōko Hikasa), Himejima Akeno (Shizuka Itō), Asia Argento (Azumi Asakura), Tōjō Koneko (Ayana Taketatsu)], d. h. den weiblichen Protagonistinnen.
Bei der 3. Staffel wird im Vorspann BLESS YoUr NAME von ChouCho verwendet und im Abspann Give Me Secret (ギブミー・シークレット, Gibumī Shīkuretto) von StylipS.